# Реймонд, Джин
Джин Ре́ймонд (англ. Gene Raymond; 13 августа 1908, Нью-Йорк — 2 мая 1998, Лос-Анджелес) — американский актёр.
Дебютировал на Бродвее в 1920-х годах. В кино дебютировал в 1931 году. Благодаря красивой внешности с успехом сыграл главные роли в ряде кинокартин. Среди самых известных фильмов с его участием «Полёт в Рио» (1933), «Мистер и миссис Смит» (1941). С 1937 года до её смерти был женат на актрисе Джанет Макдональд, детей от брака не было.

## Фильмография (выборочно)
- 1932 — Красная пыль — Гэри Уиллис
- 1933 — Полёт в Рио — Роджер Бонд
- 1941 — Мистер и миссис Смит — Джеф Кастер
- 1946 — Медальон — Джон Уиллис
- 1948 — София — Стив Рорк
- 1957 — Дорогой воровства — Эдди Харрис
- 1964 — Самый достойный — Дон Кентвелл